# میرابگرون
میرابگرون (انگلیسی: Mirabegron) که با نام تجاری Myrbetriq به فروش می‌رسد، دارویی است که برای درمان مثانه بیش‌فعال استفاده می‌شود. خواص آن مشابه داروهای ضد موسکارینی مانند سولیفناسین یا تولترودین است. این دارو از راه دهان مصرف می‌شود.
عوارض جانبی رایج عبارتند از فشار خون بالا، سردرد، و عفونت‌های دستگاه ادراری. سایر عوارض جانبی مهم شامل احتباس ادرار، ضربان قلب نامنظم و آنژیوادم است. با فعال کردن گیرنده آدرنرژیک β۳ در مثانه عمل می‌کند و در نتیجه آن را آرام می‌کند.
میرابگرون نخستین آگونیست بتا-۳ بالینی موجود با تأییدیه برای استفاده در بزرگسالان مبتلا به مثانه بیش‌فعال است. میرابگرون برای استفاده پزشکی در ایالات متحده آمریکا و اتحادیه اروپا در سال ۲۰۱۲ تأیید شد. در سال ۲۰۱۹، با بیش از ۳ میلیون نسخه، ۱۸۹مین داروی رایج در ایالات متحده بود. این دارو در بریتانیا به داروهای ضد موسکارینی مانند اکسی‌بوتینین کمتر ترجیح داده می‌شود.

## کاربرد پزشکی
میرابگرون در درمان مثانه بیش‌فعال استفاده می‌شود.  این دارو به همان اندازه با داروهای ضد موسکارینی مانند سولیفاسین یا تولترودین کار می‌کند. در انگلستان کمتر به این عوامل ترجیح داده می‌شود.
میرابگرون همچنین برای درمان بیش‌فعالی دترسور نوروژنیک (NDO)، یک اختلال عملکرد مثانه مرتبط با اختلالات عصبی، در کودکان سه سال و بالاتر نشان داده شده است.

## عوارض جانبی
اثرات نامطلوب بر حسب بروز:
عوارض جانبی بسیار رایج (بیش از ۱۰٪ بروز) عبارتند از: فشار خون بالا
عوارض جانبی رایج (۱-۱۰٪ بروز) عبارتند از: خشکی دهان، نازوفارنژیت، عفونت دستگاه ادراری (UTI)، سردرد، آنفلوانزا، یبوست سرگیجه، درد مفاصل، سیستیت، درد کمر، عفونت دستگاه تنفسی فوقانی (URTI)، سینوزیت، اسهال، ضربان قلب بالا، خستگی، درد شکم و نئوپلاسم‌ها (سرطان)
عوارض جانبی نادر (<۱٪ بروز) عبارتند از: تپش قلب، تاری دید، گلوکوم، سوء هاضمه، گاستریت، اتساع شکم، رینیت، افزایش در آنزیم‌های کبدی (GGTP, AST, ALT و LDH)، اختلالات کلیوی و ادراری (مانند سنگ کلیه، درد مثانه)، اختلالات سیستم تولید مثلی، اختلالات ناحیه تناسلی و واژینال، واسکولیت، راش، خارش، پورپورا، ادم لب، سندرم استیونز-جانسون مرتبط با افزایش سرمی ALT, AST و بیلی‌روبین و احتباس ادراری

## مطالعه بیشتر
- Sacco E, Bientinesi R (December 2012). "Mirabegron: a review of recent data and its prospects in the management of overactive bladder". Therapeutic Advances in Urology. 4 (6): 315–24. doi:10.1177/1756287212457114. PMC 3491758. PMID 23205058.
- Tyagi P, Tyagi V, Chancellor M (March 2011). "Mirabegron: a safety review". Expert Opin Drug Saf. 10 (2): 287–94. doi:10.1517/14740338.2011.542146. PMID 21142693. S2CID 207487296.